# Gerontokracie
Gerontokracie (řec. γέρων (gerón, 2. p. gerontos) „stařec“ a κρατειν (kratein) „vládnout“) je vláda starých, tedy společenské uspořádání, kde rozhoduje „Rada starších“, kde vůdcové jsou mnohem starší, než většina ostatní dospělé společnosti. Politické struktury jsou zde často uspořádány tak, že staří drží politickou moc uvnitř vládnoucí třídy. Při tom formálně nemusí být vůdci, stačí jim jen dominantní názorové postavení.
Ke „gerontokratickým“ režimům lze přiřadit Sovětský svaz 2. poloviny 20. století a země Východního bloku.
V současné době mají výrazy gerontokracie a gerontokrat mírně pejorativní význam.